# Gać
Gać è un comune rurale polacco del distretto di Przeworsk, nel voivodato della Precarpazia.
Ricopre una superficie di 35,95 km² e nel 2006 contava 4 634 abitanti.